# Hauconcourt
Hauconcourt település Franciaországban, Moselle megyében. Lakosainak száma 589 fő (2022. január 1.). Hauconcourt Argancy, Ennery, Maizières-lès-Metz, Talange és Woippy községekkel határos.

## Népesség
A település népességének változása:
| Lakosok száma | 629  | 612  | 537  | 521  | 551  | 601  | 623  | 599  | 596  | 589  |
|               | 1968 | 1982 | 1990 | 2006 | 2013 | 2015 | 2017 | 2019 | 2020 | 2022 |